# Roy McKenzie
Roy McKenzie, né le 7 novembre 1922 et décédé le 1er septembre 2007, était un philanthrope néo-zélandais qui s'illustra en sport en ski et en sport hippique. Il était membre l'Ordre de l'Empire britannique depuis 1989 et de l'Ordre de Nouvelle-Zélande (ONZ) depuis le 17 juin 1995.
Pendant la Seconde Guerre mondiale, il sert dans les bombardiers de la Royal New Zealand Air Force et de la British Royal Air Force.
Dans le domaine sportif, il fut le capitaine de l'équipe néo-zélandaise de ski aux Jeux olympiques de 1952. Une blessure l'empêche toutefois de s'aligner en compétition. En sport hippique, il posséda et entraina des chevaux et pris part à des courses de trôt attelé. 
Roy McKenzie a été fait Chevalier commandeur de l'Ordre de l'Empire britannique (KBE) en 1989.